# Gheorghe Rădulescu

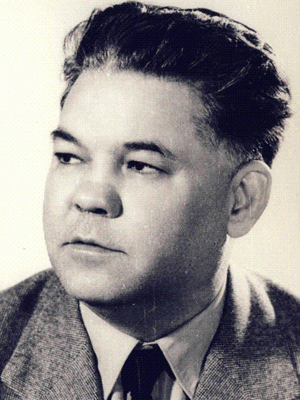
Gheorghe „Gogu“ Rădulescu

Gheorghe „Gogu“ Rădulescu (* 5. September 1914 in Bukarest; † 1991 Bukarest) war ein Politiker der Rumänischen Kommunistischen Partei (PCR).

## Leben
Der Sohn eines Musikers und einer aus Leningrad stammenden Russin absolvierte ein Studium an der Akademie für angewandte Gewerbe- und Industriestudien in Bukarest und schloss dieses Studium mit einer Promotion ab. Bereits während des Studiums engagierte er sich in den 1930er Jahren als Präsident der kommunistischen antifaschistischen Studentenorganisation Frontului Studenților Democrați. Zu Beginn des Zweiten Weltkrieges trat er seinen Militärdienst an, beging allerdings 1941 Fahnenflucht zur Roten Armee. Nachdem er zeitweise nach Sibirien deportiert war, lebte er zuletzt als politischer Flüchtling in Moskau und kehrte 1946 nach Rumänien zurück.
In den folgenden Jahren engagierte er sich in der PCR und wurde 1949 Vizeminister für Außenhandel, bis er 1952 als Anhänger der Gruppe um Finanzminister Vasile Luca, Außenministerin Ana Pauker und Innenminister Teohari Georgescu aus der Partei ausgeschlossen wurde. Nachdem er nach mehrjährigem Hausarrest 1956 rehabilitiert wurde, wurde er im November 1956 zunächst Minister für Binnenhandel in der Regierung von Ministerpräsident Chivu Stoica und behielt dieses Amt bis März 1957. Im August 1959 wurde er dann zum Handelsminister ernannt und erhielt als solcher im Mai 1961 die Medaille zum 40. Jahrestag der Gründung der PCR. 1960 erfolgte seine Wahl zum Mitglied des Zentralkomitees (ZK) der PCR sowie 1961 zum Mitglied der Großen Nationalversammlung.
Im Rahmen einer Regierungsumbildung wurde er im April 1962 Minister für Außenhandel und schließlich im Oktober 1963 Vizepräsident des Ministerrates. Dieses Amt bekleidete er bis März 1979. Auf dem Zehnten Parteitag der PCR im August 1969 erfolgte seine Wahl zum Mitglied des Präsidiums des ZK bzw. auf späteren Parteitagen zum Mitglied des Ständigen Büros des Politischen Exekutivkomitees, wodurch er bis Dezember 1989 dem obersten Führungskreis der Partei angehörte. Darüber hinaus war er von Mai 1970 bis April 1974 Mitglied im Verteidigungsrat der Sozialistischen Republik Rumänien, einem der höchsten Gremien der Sozialistischen Republik und dem maßgeblichen Organ für Fragen der nationalen Verteidigung.
1975 wurde er Vizepräsident des Staatsrates und war damit bis Dezember 1989 einer der Stellvertreter von Staatspräsident Nicolae Ceaușescu. Daneben war er von 1979 bis 1989 Vizepräsident des Obersten Rates für wirtschaftliche und soziale Entwicklung sowie von 1980 bis 1980 Vorsitzender der Kommission des ZK der PCR für wirtschaftliche Zusammenarbeit und internationale Beziehungen der Partei und des Staates.
Er gehörte damit bis zur rumänischen Revolution im Dezember 1989 zum obersten Führungskreis um Ceaușescu, der sich laut dem Abschlussbericht der Präsidialkommission für die Analyse der kommunistischen Diktatur in Rumänien im privaten Umkreis abwertend und verächtlich über diesen äußerte. Nachdem er im Dezember 1989 wie andere führende Politiker festgenommen wurde, verfassten zahlreiche Intellektuelle wie Geo Bogza, Nicolae Manolescu, Eugen Simion und Ana Blandiana einen Brief an die Staatsanwaltschaft zu Gunsten von Rădulescu. Einige Zeit später wurde er aus gesundheitlichen Gründen aus der Untersuchungshaft entlassen und verstarb im jüdischen Krankenhaus von Bukarest, obwohl er selbst kein Jude war.
Während seiner jahrzehntelangen politischen Tätigkeit wurde er mehrfach ausgezeichnet und erhielt unter anderem 1984 den Stern der Sozialistischen Republik Rumänien.